# Rabari

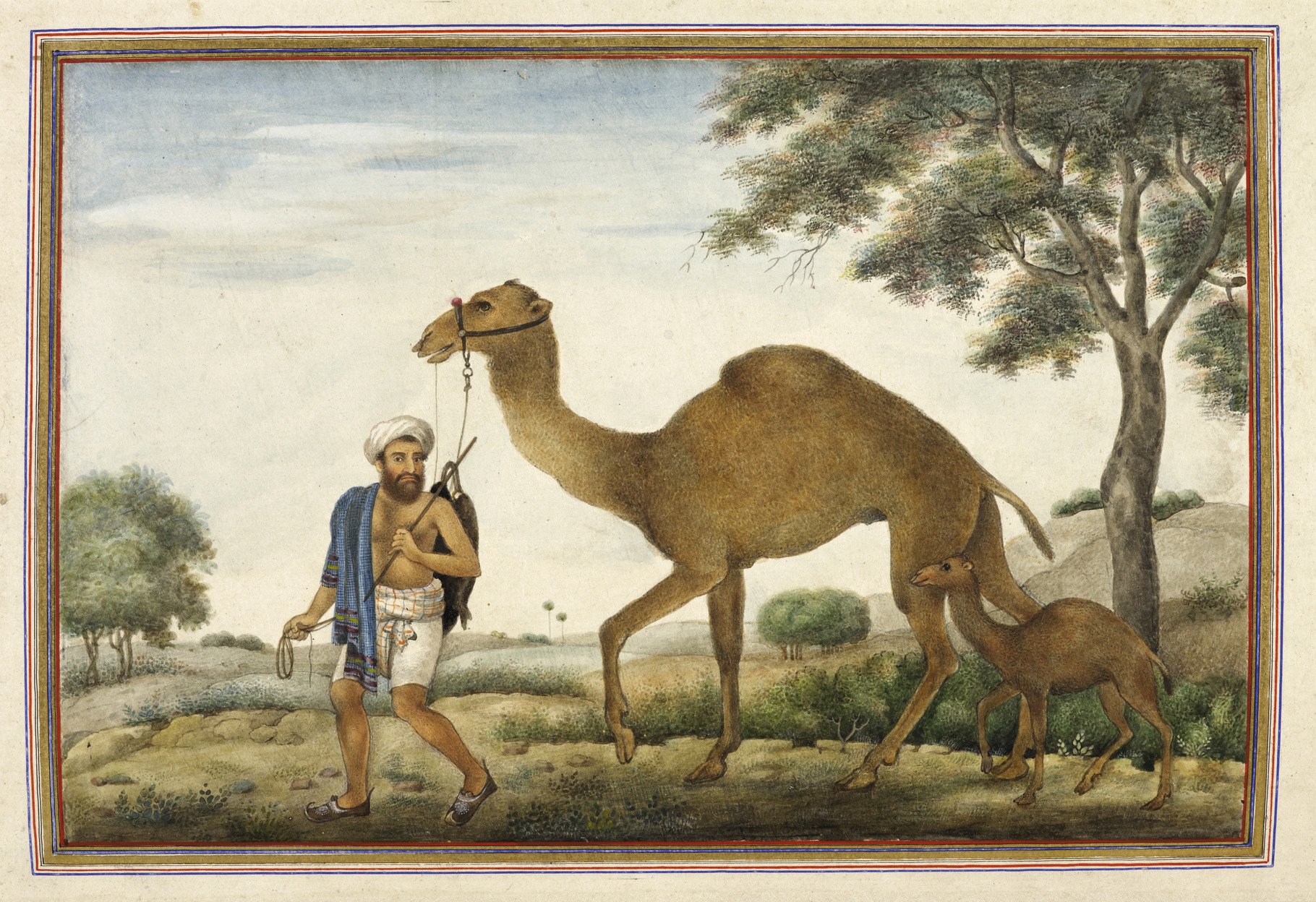
Rabari z wielbłądem

Rabari lub Raika – grupa etniczna żyjąca w stanie Gudźarat w zachodnich Indiach, prowadząca półnomadyczny tryb życia i trudniąca się w Radżastanie hodowlą wielbłądów. Zgodnie z wierzeniami Śiwa stworzył pierwszego człowieka, Rabari do opieki nad wielbłądem, którego ulepiła Parwati z kurzu i potu Śiwy.